# Lavabo

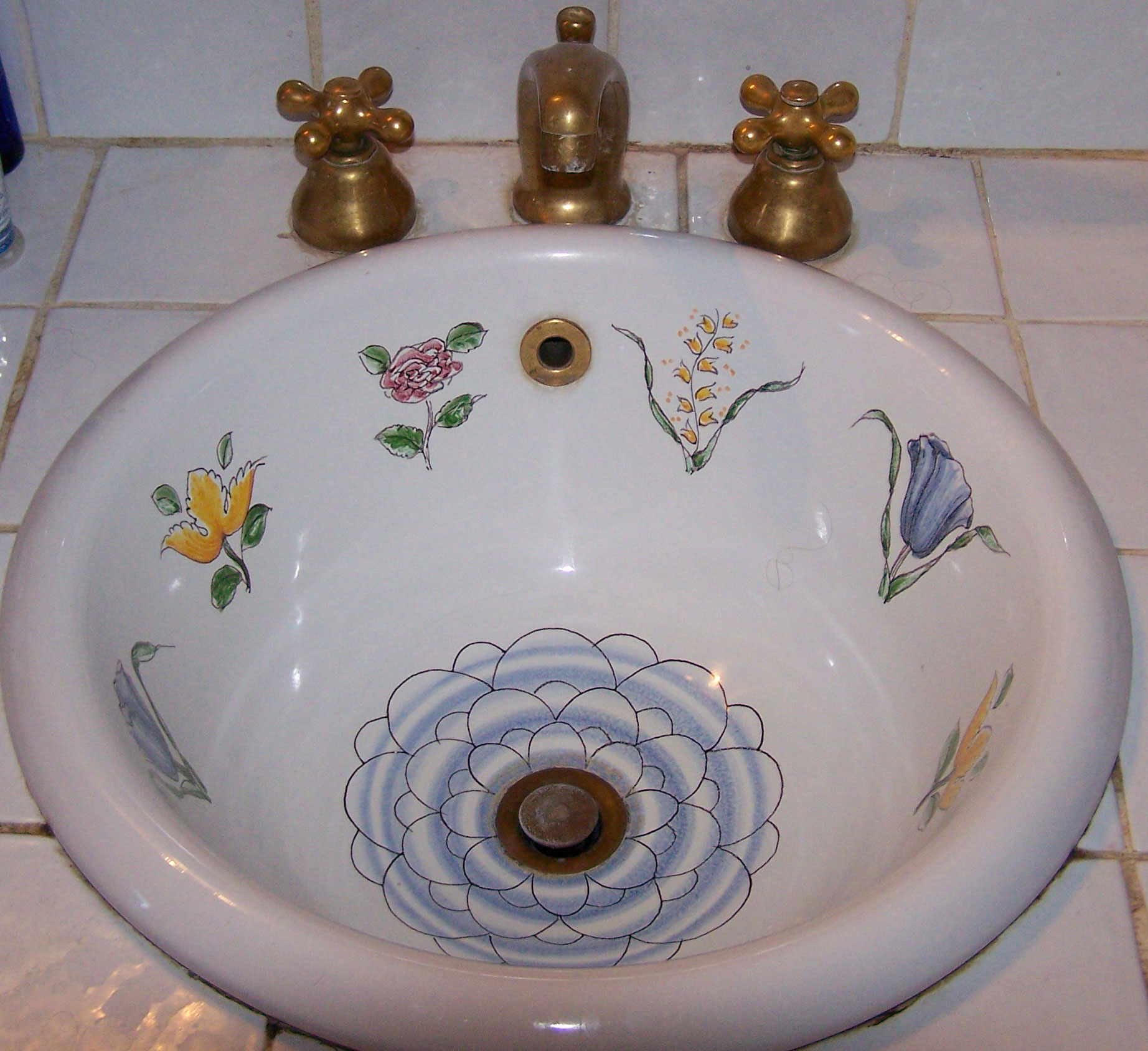
Lavabo del XIX secolo

Il lavabo o lavandino è un apparato costituito da una sorgente idrica e una bacinella di raccolta con scarico.

## Terminologia
Quando è installato nelle cucine e ha come uso principale il lavaggio delle stoviglie, è chiamato anche lavello, acquaio o lavatoio, mentre quello presente nei bagni o nelle camere da letto e dedicato prevalentemente alle abluzioni personali, è chiamato più frequentemente lavabo o lavandino (con quest'ultimo termine di maggiore uso nell'Italia settentrionale).

## Descrizione
Il lavabo spesso è parte integrante di dispositivi igienico-sanitari, stanze da bagno, cucine e servizi in genere. Può essere presente anche in camere da letto, laboratori o camere di sviluppo fotografico, o dovunque serva un approvigionamento di acqua corrente. L'apporto idrico comunemente è fornito da uno o più rubinetti d'acqua calda e/o fredda, e lo scarico è normalmente connesso a una rete fognaria.

## Storia
Trae le sue origini dalle bacinelle fisse, o vasche, già in uso presso le civiltà antiche a partire dal III millennio a.C.; numerosi reperti di antiche stanze da bagno e cucine dimostrano la quasi invariata forma e funzione per millenni fino ai giorni odierni.

## Utilizzi
La sua funzione primaria è di raccolta temporanea di acque a uso igienico-sanitario per oggetti, animali e/o usi umani (ad esempio il lavaggio delle mani).
L'uso di attrezzature specifiche per il lavaggio delle mani, oltre che a misure igieniche, è connesso anche con rituali di purificazione frequenti in molte religioni (quello presente nelle chiese cristiane è chiamato acquasantiera). Il termine stesso lavabo, è propriamente una parola latina ("laverò"), che proviene da una frase che l'orante recita nel corso della messa, al momento di lavarsi le mani: Lavabo inter innocentes manus meas et circumdabo altare tuum, Domine ("Laverò fra gli innocenti le mie mani: e andrò attorno al tuo altare, o Signore", Salmo 26,6). Il momento della Messa in cui viene pronunciata questa formula è esso stesso denominato lavabo.